# أنطونيو فوكو
أنطونيو فوكو, ولد يوم 20 ماي 1996 في كارياتي وهو سائق سباقات إيطالي.